# ایمان باصفا
ایمان باصفا (زاده ۱۳ دی ۱۳۷۰) بازیکن فوتبال اهل ایران است که پست او‌ هافبک است.
وی سابقه عضویت در تیم‌های شهرداری بندرعباس، مس سرچشمه، استیل‌آذین تهران، شهرداری اراک، استقلال تهران، استقلال خوزستان، فجر سپاسی(برای خدمت سربازی)، ملوان، آلومینیوم اراک و پارس جنوبی جم را در کارنامه دارد.

## دوران باشگاهی

### شهرداری اراک
ایمان باصفا دوران حرفه ای فوتبالش را با تیم شهرداری اراک در لیگ آزادگان (دسته یک) آغاز کرد.

### استقلال تهران
باصفا در آبان ۱۳۹۲ با عقد قراردادی ۳ ساله به تیم استقلال تهران پیوست و شاگرد امیر قلعه‌نویی در این تیم شد.

### استقلال خوزستان
وی در ابتدای فصل ۱۳۹۴–۱۳۹۳ به صورت قرضی راهی تیم استقلال خوزستان شد. در آن مقطع شایعاتی مبنی بر قرارگیری او در لیست مازاد قلعه‌نویی برای تیم استقلال تهران وجود داشت که باصفا طی مصاحبه ای این شایعات را رد کرد و گفت که فوتبالش را مدیون امیر قلعه‌نویی است.

### فجر سپاسی
در مرداد ۱۳۹۴ برای گذراندن خدمت سربازی با عقد قراردادی ۲ ساله به تیم فجر سپاسی در لیگ آزادگان (دسته یک) پیوست.
وی در مدت حضور در این تیم موفق شد ۸ پاس گل و ۹ گل به ثمر برساند.

### ملوان بندر انزلی
در ابتدای فصل ۱۳۹۷–۱۳۹۶ با نظر سرمربی و مدیرعامل باشگاه به تیم ملوان بندر انزلی پیوست.

### آلومینیوم اراک
وی در فصل ۱۳۹۸–۱۳۹۷ در تیم آلومینیوم اراک و در لیگ آزادگان حضور داشت.

### پارس جنوبی جم
در فصل ۱۳۹۹–۱۳۹۸ با عقد قراردادی ۲ ساله شاگرد فراز کمالوند در تیم پارس جنوبی جم شد و به لیگ برتر بازگشت.

### ماشین سازی تبریز
ایمان باصفا در شهریور ماه ۱۳۹۹ به جمع سبزپوشان تبریزی پیوست و در نیم فصل اول ۹ بازی برای این تیم انجام داد. در بازی هفته یازدهم مقابل تیم نساجی مصدوم شد و بازی های این تیم را تا نیم فصل دوم از دست داد.

## آمار حرفه ای باشگاهی
تا تاریخ ۱ بهمن ۱۳۹۹
| باشگاه                | فصل                   | لیگ                   | لیگ  | لیگ | جام حذفی | جام حذفی | آسیا | آسیا | مجموع | مجموع |
| باشگاه                | فصل                   | دسته                  | بازی | گل  | بازی     | گل       | بازی | گل   | بازی  | گل    |
| --------------------- | --------------------- | --------------------- | ---- | --- | -------- | -------- | ---- | ---- | ----- | ----- |
| شهرداری اراک          | ۹۱–۱۳۹۰               | لیگ آزادگان           | ۱    | ۰   | ۰        | ۰        | _    | _    | ۱     | ۰     |
| مجموع شهرداری اراک    | مجموع شهرداری اراک    | مجموع شهرداری اراک    | ۱    | ۰   | ۰        | ۰        | _    | _    | ۱     | ۰     |
| استقلال               | ۹۲–۱۳۹۱               | لیگ برتر              | ۵    | ۰   | ۰        | ۰        | _    | _    | ۵     | ۰     |
| استقلال               | ۹۳–۱۳۹۲               | لیگ برتر              | ۱    | ۰   | ۰        | ۰        | _    | _    | ۱     | ۰     |
| مجموع استقلال         | مجموع استقلال         | مجموع استقلال         | ۶    | ۰   | ۰        | ۰        | _    | _    | ۶     | ۰     |
| ←استقلال خوزستان      | ۹۴–۱۳۹۳               | لیگ برتر              | ۱۵   | ۱   | ۰        | ۰        | _    | _    | ۱۵    | ۱     |
| مجموع استقلال خوزستان | مجموع استقلال خوزستان | مجموع استقلال خوزستان | ۱۵   | ۱   | ۰        | ۰        | _    | _    | ۱۵    | ۱     |
| فجر سپاسی             | ۹۵–۱۳۹۴               | لیگ آزادگان           | ۲۵   | ۴   | ۲        | ۰        | _    | _    | ۲۷    | ۴     |
| فجر سپاسی             | ۹۶–۱۳۹۵               | لیگ آزادگان           | ۲۷   | ۵   | ۳        | ۰        | _    | _    | ۳۰    | ۵     |
| مجموع فجر سپاسی       | مجموع فجر سپاسی       | مجموع فجر سپاسی       | ۵۲   | ۹   | ۵        | ۰        | _    | _    | ۵۷    | ۹     |
| ملوان                 | ۹۷–۱۳۹۶               | لیگ آزادگان           | ۲۲   | ۲   | ۰        | ۰        | _    | _    | ۲۲    | ۲     |
| مجموع ملوان           | مجموع ملوان           | مجموع ملوان           | ۲۲   | ۲   | ۰        | ۰        | _    | _    | ۲۲    | ۲     |
| آلومینیوم اراک        | ۹۸–۱۳۹۷               | لیگ آزادگان           | ۲۲   | ۳   | ۱        | ۰        | _    | _    | ۲۳    | ۳     |
| آلومینیوم اراک        | آلومینیوم اراک        | آلومینیوم اراک        | ۲۲   | ۳   | ۱        | ۰        | _    | _    | ۲۳    | ۳     |
| پارس جنوبی            | ۹۹–۱۳۹۸               | لیگ برتر              | ۲۰   | ۱   | ۱        | ۰        | _    | _    | ۲۱    | ۱     |
| مجموع پارس جنوبی      | مجموع پارس جنوبی      | مجموع پارس جنوبی      | ۲۰   | ۱   | ۱        | ۰        | _    | _    | ۲۱    | ۱     |
| ماشین‌سازی             | ۹۴–۱۳۹۳               | لیگ برتر              | ۹    | ۰   | ۰        | ۰        | _    | _    | ۹     | ۰     |
| مجموع ماشین سازی      | مجموع ماشین سازی      | مجموع ماشین سازی      | ۹    | ۰   | ۰        | ۰        | _    | _    | ۹     | ۰     |
| مجموع آمار            | مجموع آمار            | مجموع آمار            | ۱۴۷  | ۱۶  | ۷        | ۰        | –    | –    | ۱۵۴   | ۱۶    |